# Santa Terezinha do Progresso
Pour les articles homonymes, voir Santa Terezinha et Progresso (homonymie).
Santa Terezinha do Progresso est une ville brésilienne située dans la mésorégion Ouest de Santa Catarina, dans l'État de Santa Catarina.

## Géographie
Santa Terezinha do Progresso se situe par une latitude de 26° 37′ 08″ sud et par une longitude de 53° 12′ 06″ ouest, à une altitude de 400 mètres.
Sa population était de 2 896 habitants au recensement de 2010. La municipalité s'étend sur 119 km2.
Elle fait partie de la microrégion de Chapecó, dans la mésorégion Ouest de Santa Catarina.

## Administration
La municipalité est constituée d'un seul district, siège du pouvoir municipal.

## Villes voisines
Santa Terezinha do Progresso est voisine des municipalités (municípios) suivantes :
- Bom Jesus do Oeste
- Campo Erê
- Romelândia
- Saltinho
- São Miguel da Boa Vista
- Tigrinhos